# Fernandezia subbiflora
Fernandezia subbiflora är en orkidéart som beskrevs av Hipólito Ruiz López och Pav.. Fernandezia subbiflora ingår i släktet Fernandezia och familjen orkidéer. Inga underarter finns listade i Catalogue of Life.

## Bildgalleri

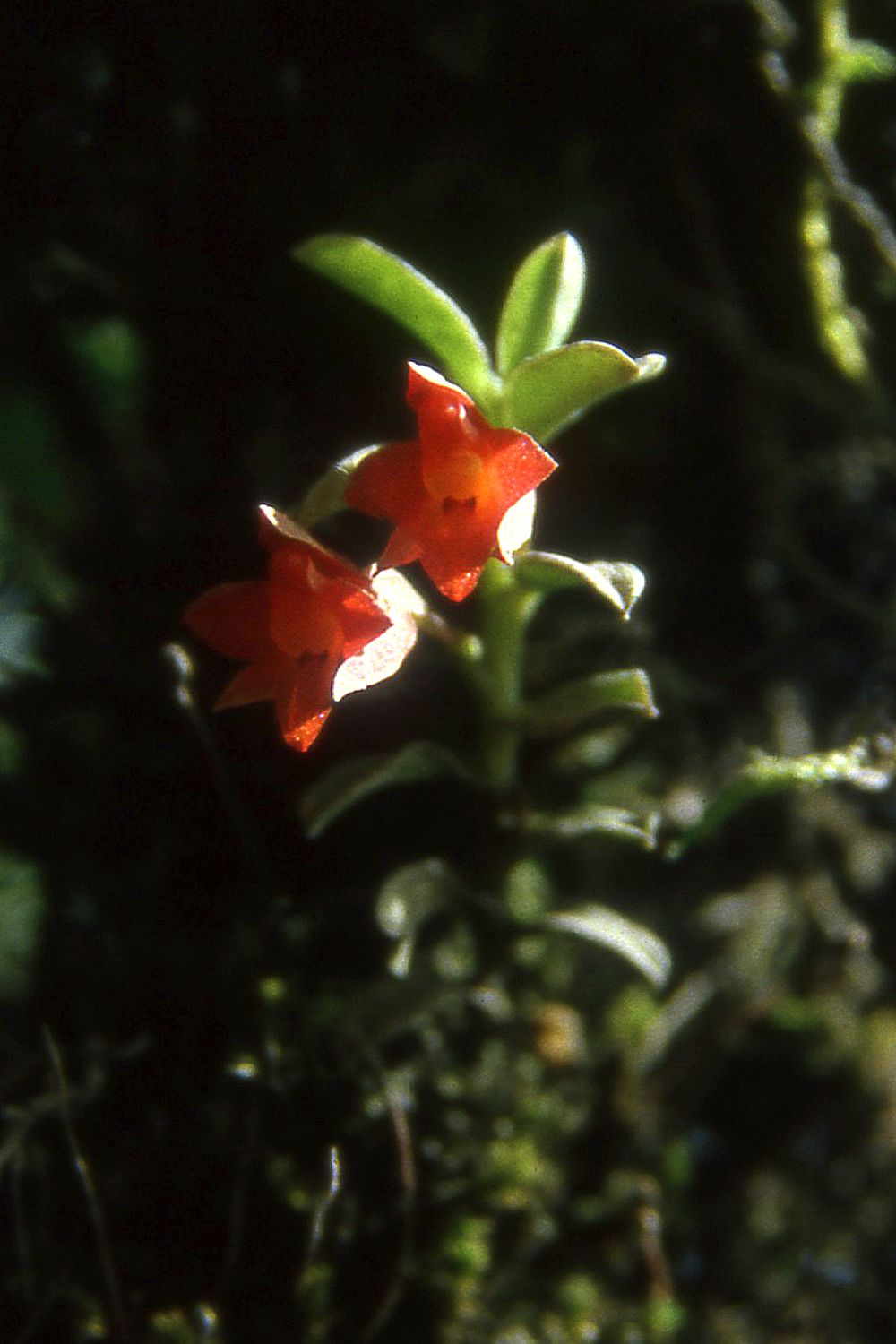
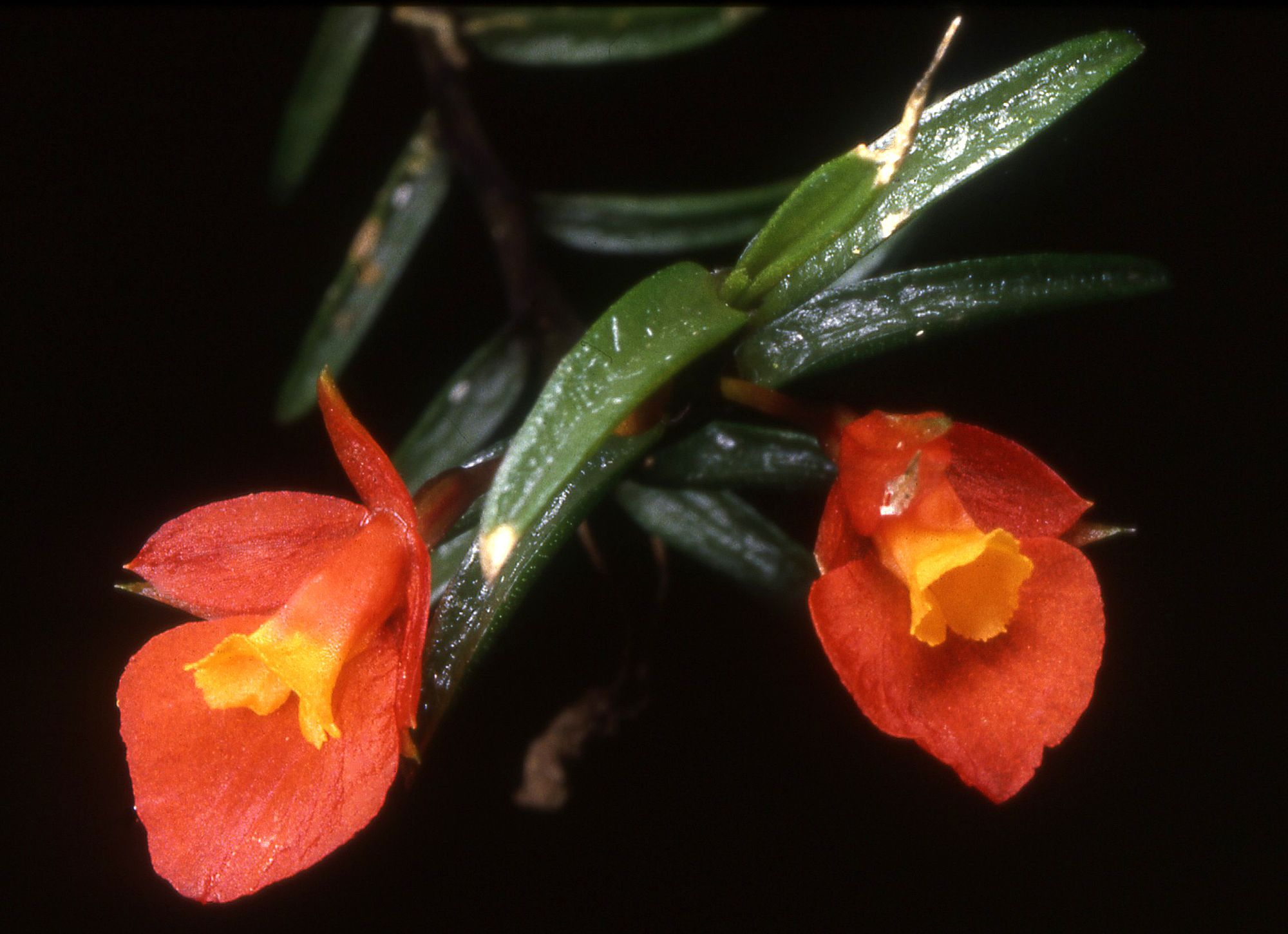
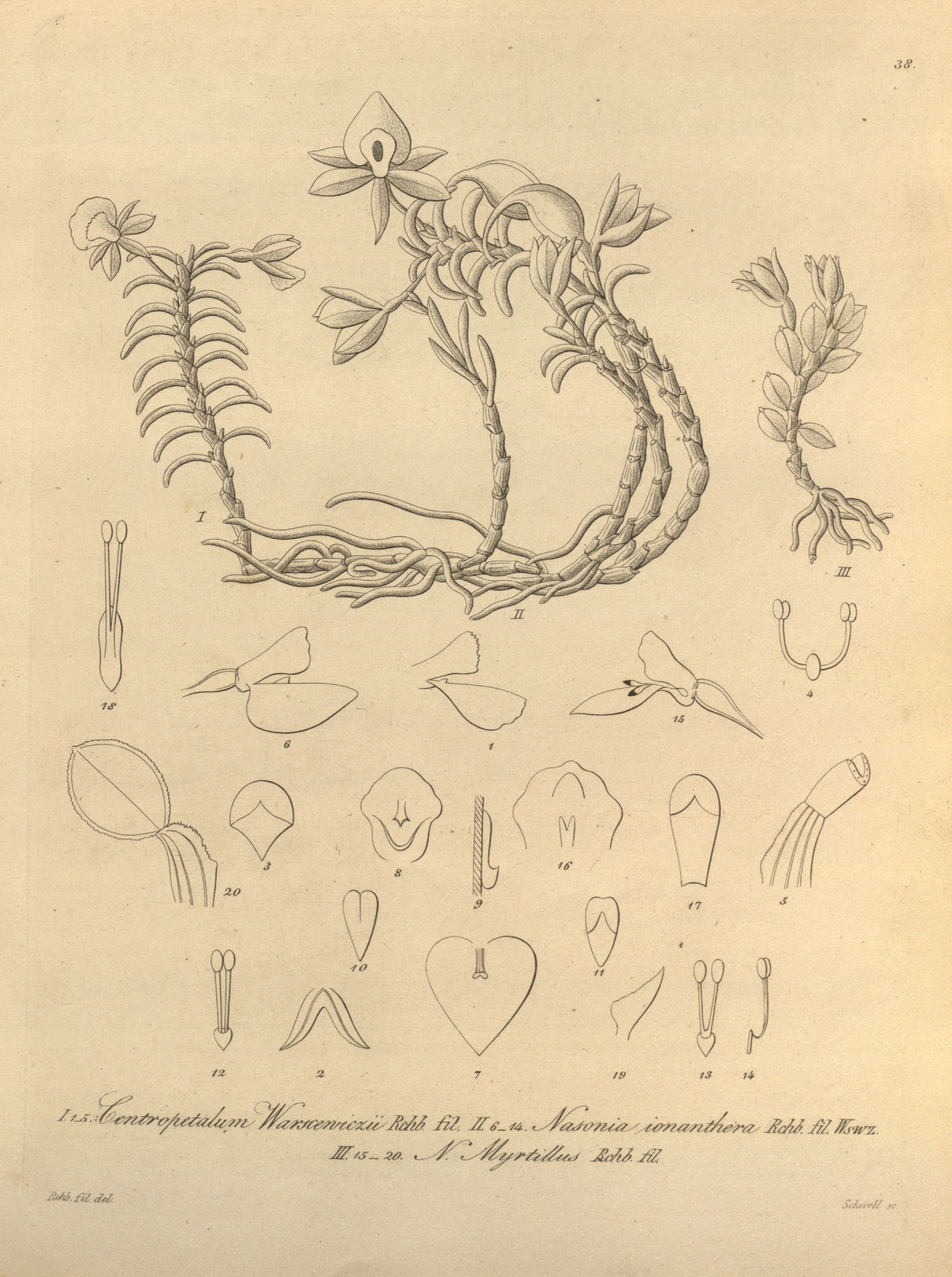